# Municipio de King (Misuri)
El municipio de King (en inglés: King Township) es un municipio ubicado en el condado de Oregon en el estado estadounidense de Misuri. En el año 2010 tenía una población de 80 habitantes y una densidad poblacional de 0,67 personas por km².

## Geografía
El municipio de King se encuentra ubicado en las coordenadas 36°46′44″N 91°11′17″O / 36.77889, -91.18806. Según la Oficina del Censo de los Estados Unidos, el municipio tiene una superficie total de 118.86 km², de la cual 118,57 km² corresponden a tierra firme y (0,24 %) 0,28 km² es agua.

## Demografía
Según el censo de 2010, había 80 personas residiendo en el municipio de King. La densidad de población era de 0,67 hab./km². De los 80 habitantes, el municipio de King estaba compuesto por el 100 % blancos. Del total de la población el 0 % eran hispanos o latinos de cualquier raza.